# Església Lagurka dels Sants Quirze i Julita
L'església Lagurka dels Sants Quirze i Julita (en georgià: კალას წმინდა კვირიკესა და ივლიტას სახელობის ეკლესია), més coneguda localment per Lagurka (ლაგურკა), és una església medieval situada a Mestia, regió de Samegrelo-Zemo Svaneti. L'àrea és part de les terres altes de la regió històrica i cultural de l'Alt Svanètia, on Lagurka és considerada el principal santuari cristià; la seva designació deriva del nom Quirze en l'idioma local svanetià. És una església de saló, decorada amb frescs pintats per Tevdore els anys 1111-1112, un dels punts culminants de l'art monumental georgià medieval. Està inscrita en la llista de Monuments Culturals destacats de Geòrgia.

## Història

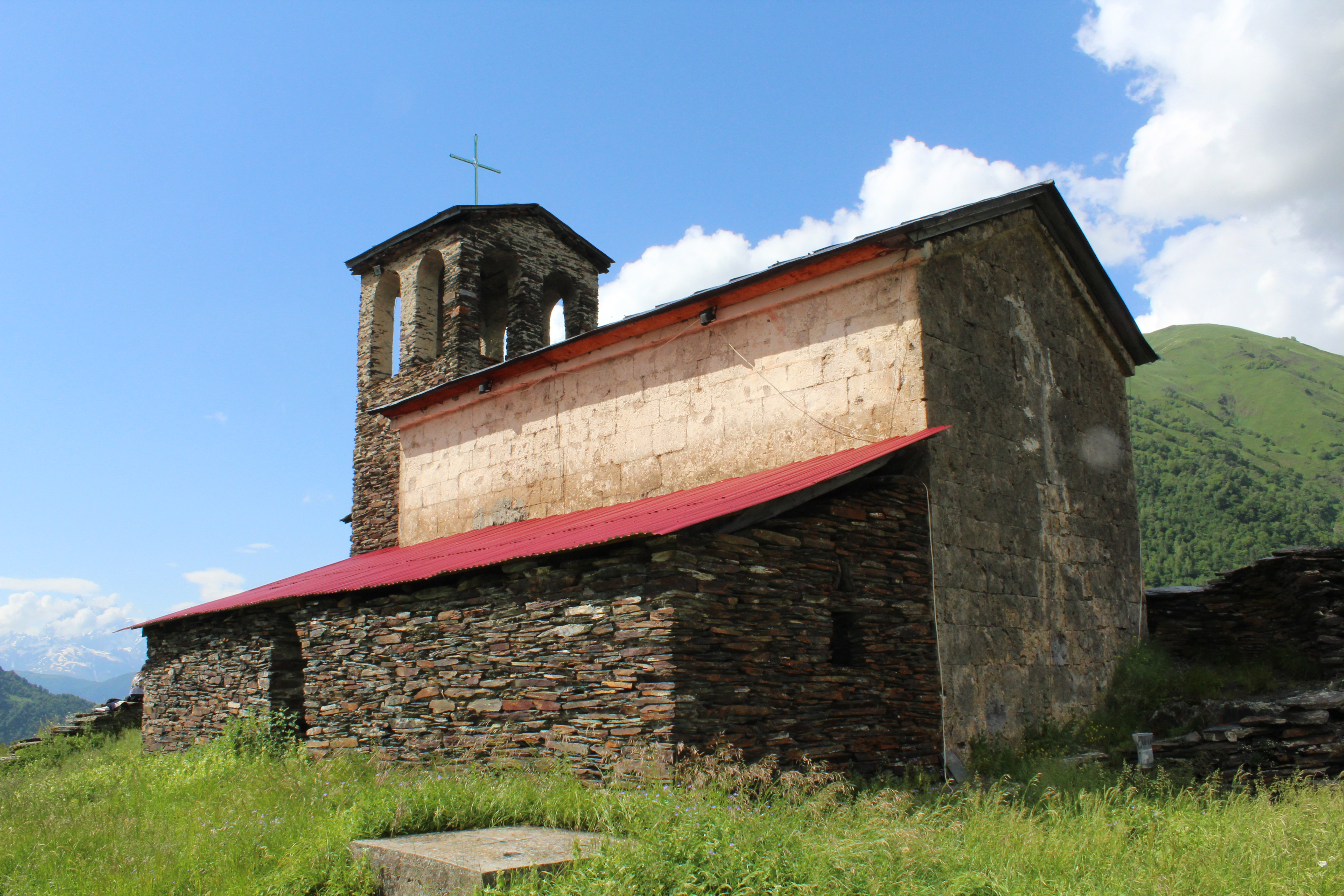
Lagurka

Lagurka està incrustada en un pujol alt sobre el poble de Khe, en la unitat territorial de Kala, al municipi de Mestia, al marge esquerre del riu Enguri, a uns 2.200 metres sobre el nivell de la mar. Està dedicada als primers màrtirs cristians, Quirze i Julita, a qui es venera com a sants patrons de la comunitat de Kala. Els esvatians consideren que Lagurka és el santuari més sagrat. Alberga un festival anual de peregrinació de tots els esvatians, «kvirikoba» ('el dia de Quirze'), que se celebra anualment el 28 de juliol. En paraules de l'historiador Ekvtime Taqaishvili, per als locals, Lagurka és el que per als antics grecs era l'Oracle de Delfos, el símbol de la seva unitat.

## Descripció
Es desconeix la data exacta en què es va construir Lagurka. A jutjar pel seu estil, l'església existent data de finals del segle X o principis del XII. Lagurka fa 5 m x 2,70 m, i està construïda amb blocs de pedra calcària groguenca. És una església de saló, amb annexos construïts en una data posterior al sud i al nord. A l'oest s'adjunta un campanar de dos pisos que també serveix com a nàrtex. Originàriament l'església tenia tres entrades, al sud, nord i oest. Ara es pot accedir a l'edifici únicament mitjançant una porta tallada a l'annex sud. L'edifici estava embolcallat per un alt mur de pedra, que ara està en ruïnes. Altres edificis com el refetor i les cel·les es construïren al vessant de les muntanyes. A l'interior de l'església, un absis semicircular està separat de la nau per un iconòstasi de pedra. La seva volta de canó descansa sobre un únic arc de suport; les parets longitudinals estan seccionades per un parell de pilastres arcades. La seva il·luminació s'efectua amb dues finestres: una a l'absis i l'altra a la paret oest; la llum del dia s'aboca, a través d'elles, sobre els frescs dels murs oest i est.

## Frescs

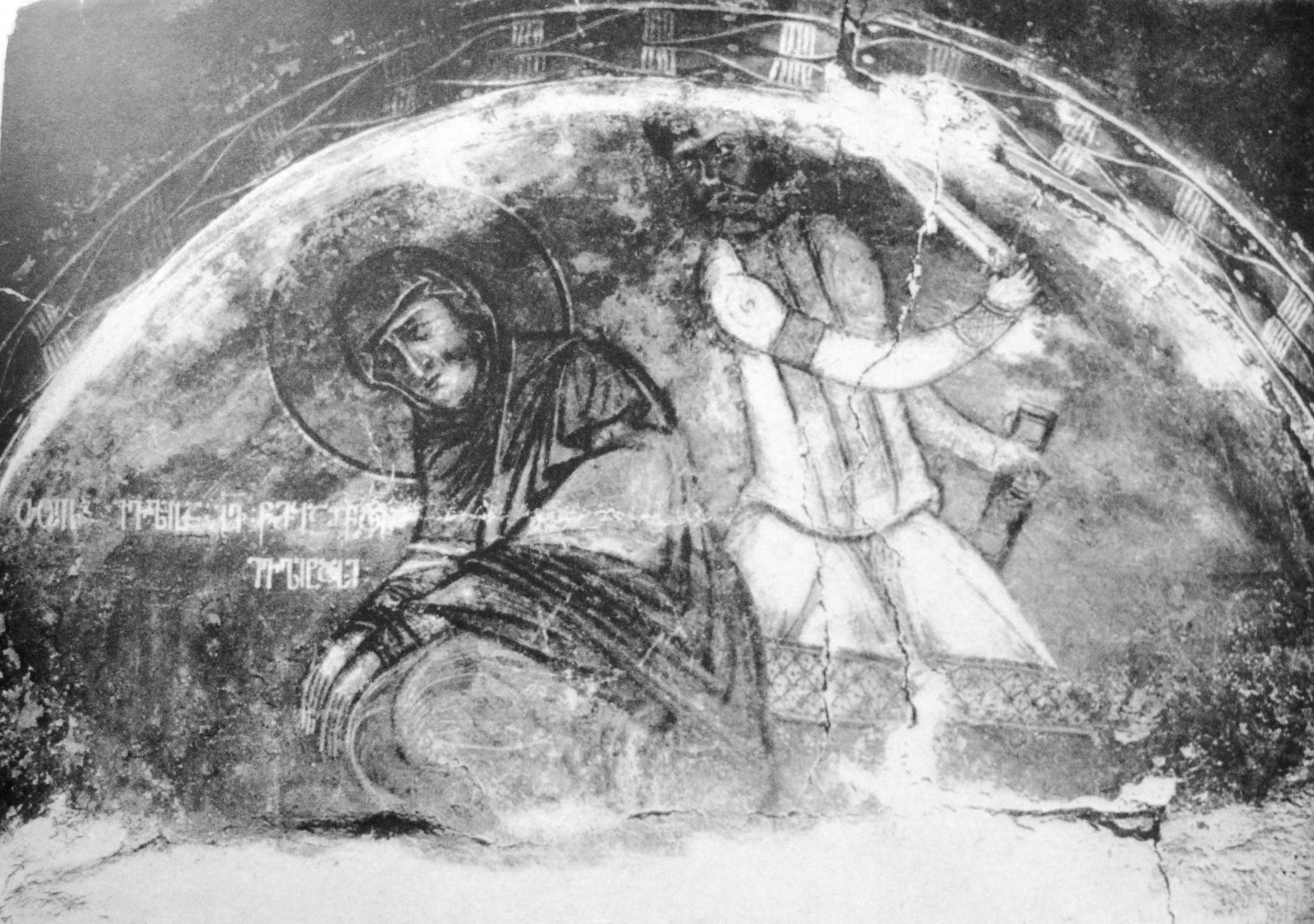
Martiri de santa Julita. Un fresc de Lagurka

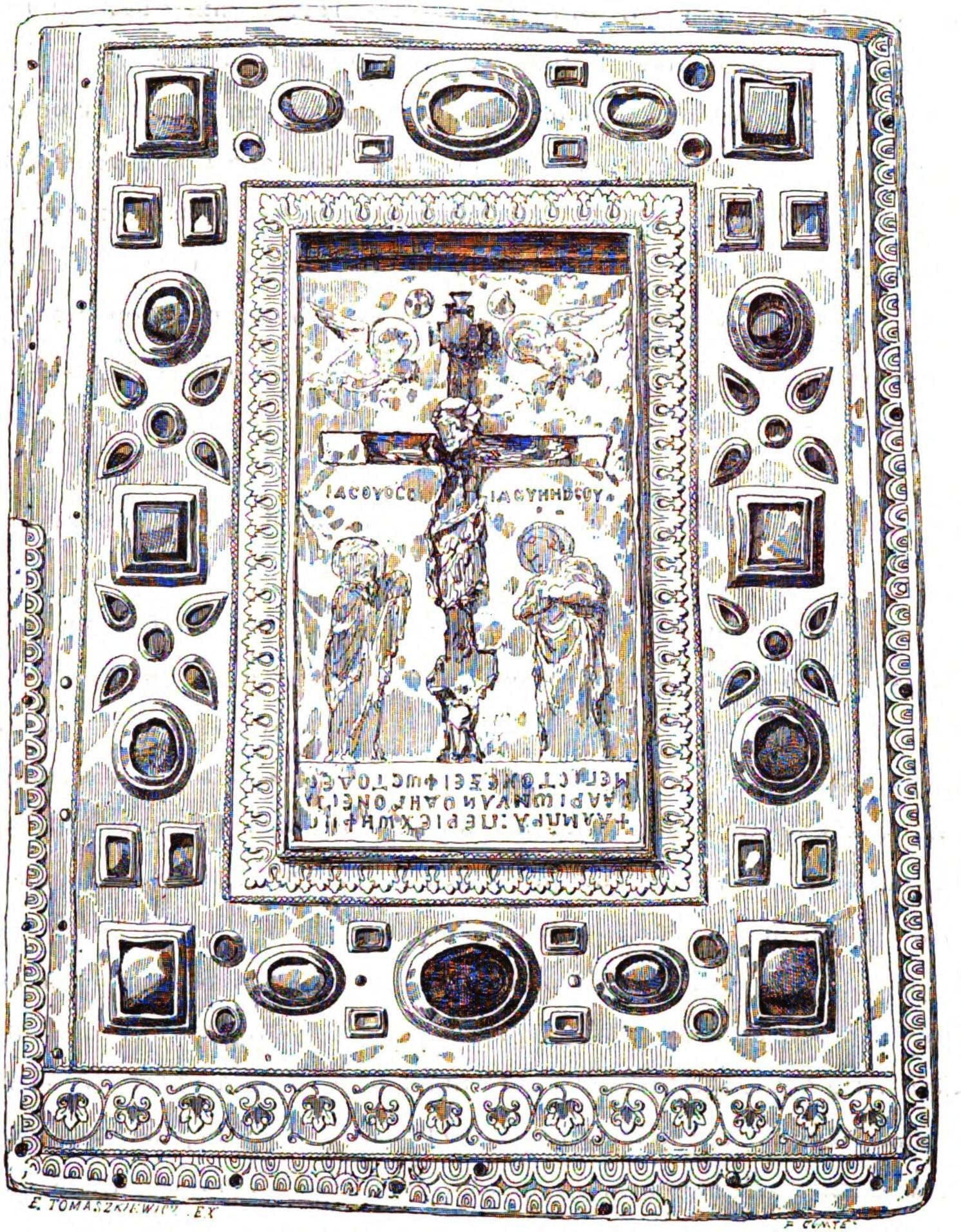
Icona de la Crucifixió a l'església de Lagurka

L'església està completament pintada al fresc, amb nombroses inscripcions explicatives. Algunes se n'han esvaït. Una inscripció parcialment danyada, a la paret oest, data les pintures dels anys 1111 o 1112, anomena els donants, els aznauri de la comunitat Kala, i esmenta un pintor el nom del qual es reconstrueix, per analogia amb les dues esglésies svatianes d'Iprari i Nakipari, com Tevdore. Les pintures a l'àrea de l'absis i l'iconòstasi, danyades per un terratrèmol, van ser restaurades en una data posterior per un tal «Giorgi, fill d'Anton», com es revela en una inscripció a la pilastra sud. La volta del santuari està adornada amb una Diesi, en què Crist sosté un pergamí amb un text de Joan 8:12: «Jo soc la llum del món. Qui em segueixi no caminarà en la foscor». Hi ha quatre escenes cristològiques més: la Nativitat, la Crucifixió, el Baptisme i la Resurrecció, als murs sud i nord. El programa iconogràfic també inclou representacions de diversos sants com Bàrbara, Caterina, Esteve, Cristina, Jordi i Teodor, i dues escenes del martiri dels sants titulars de l'església: Julita i Quirze. Les pintures destaquen per l'expressivitat emocional i la posició molt acurada. La distribució dels frescs segueix la secció arquitectònica de l'interior i suggereix una relació simbòlica entre diverses escenes i imatges.
Lagurka conté una rica col·lecció de diversos articles d'església de diferents períodes. Aquests inclouen manuscrits, creus, icones i estris, produïts localment i portats d'altres bandes de Geòrgia o de l'estranger. Molt venerada és l'anomenada «Icona de Shaliani», una icona de bifurcació romana d'Orient, de la Crucifixió.